# Kevin Sheedy
Pour les articles homonymes, voir Sheedy.
Kevin Mark Sheedy est un footballeur irlandais né le 21 octobre 1959 à Builth Wells. Il jouait au poste de milieu de terrain.

## Carrière
- 1975-1978 : Hereford United  Angleterre
- 1978-1982 : Liverpool  Angleterre
- 1982-1992 : Everton  Angleterre
- 1992-1993 : Newcastle United  Angleterre[1]

## Palmarès
- Champion d'Angleterre en 1979, 1980, 1982, 1985 et 1987
- Vainqueur de la FA Cup en 1984
- Vainqueur de la League Cup en 1981 et 1982
- Vainqueur de la Coupe des Coupes en 1985
- 46 sélections et 9 buts avec l'équipe d'Irlande entre 1983 et 1993[2].
- 1/4 de finaliste de la Coupe du monde 1990

## Sources
- (en) Stephen McGarrigle, The Complete who's who of Irish international football : 1945-1996, Edimbourg, Mainstream Publishing, octobre 1996, 237 p. (ISBN 1-85158-894-9), p. 171-172